# Ћуковине
Ћуковине је насеље у Србији у општини Коцељева у Мачванском округу. Према попису из 2022. било је 222 становника.

## Галерија
- Храст у центру села
- Црква у изградњи
- Спомен плоча
- Панорама села
- Панорама села

## Историја
Село је добило назив по птици ћук или по глаголу ћукати. Једино је насеље на подручју бивше Југославије под тим називом.
Прва основна школа у Ћуковинама је почела да ради 1945. у приватним кућама. Школска зграда је сазидана 1948. године и почела је да ради школске 1949/50 године. У селу је 1960. саграђен Дом културе, услед неодржавања његов кров се урушио децембра 1999. године. У селу се налази храст лужњак који је сеоски „запис“, има обим од 470 центиметара и као културно добро под заштитом је државе.

## Демографија
У насељу Ћуковине живи 304 пунолетна становника, а просечна старост становништва износи 42,7 година (41,6 код мушкараца и 43,9 код жена). У насељу има 124 домаћинства, а просечан број чланова по домаћинству је 3,02.
Ово насеље је великим делом насељено Србима (према попису из 2002. године), а у последња три пописа, примећен је пад у броју становника.
|  |

| Демографија | Демографија | Демографија |
| Година      | Становника  | Становника  |
| ----------- | ----------- | ----------- |
| 1948.       | 833         |             |
| 1953.       | 888         |             |
| 1961.       | 822         |             |
| 1971.       | 752         |             |
| 1981.       | 591         |             |
| 1991.       | 441         | 431         |
| 2002.       | 375         | 375         |

| Етнички састав према попису из 2002.‍ | Етнички састав према попису из 2002.‍ | Етнички састав према попису из 2002.‍ | Етнички састав према попису из 2002.‍ | Етнички састав према попису из 2002.‍ |
| ------------------------------------ | ------------------------------------ | ------------------------------------ | ------------------------------------ | ------------------------------------ |
|                                      |                                      |                                      |                                      |                                      |
| Срби                                 | Срби                                 |                                      | 373                                  | 99,46%                               |
| Роми                                 | Роми                                 |                                      | 1                                    | 0,26%                                |
| непознато                            | непознато                            |                                      | 1                                    | 0,26%                                |

| Година пописа     | 1948. | 1953. | 1961. | 1971. | 1981. | 1991. | 2002. |
| ----------------- | ----- | ----- | ----- | ----- | ----- | ----- | ----- |
| Број домаћинстава | 141   | 150   | 152   | 155   | 137   | 122   | 124   |

| Број чланова      | 1  | 2  | 3  | 4  | 5  | 6 | 7 | 8 | 9 | 10 и више | Просек |
| ----------------- | -- | -- | -- | -- | -- | - | - | - | - | --------- | ------ |
| Број домаћинстава | 26 | 36 | 18 | 18 | 13 | 7 | 5 | 0 | 1 | 0         | 3,02   |

| Пол    | Укупно | Неожењен/Неудата | Ожењен/Удата | Удовац/Удовица | Разведен/Разведена | Непознато |
| ------ | ------ | ---------------- | ------------ | -------------- | ------------------ | --------- |
| Мушки  | 163    | 41               | 110          | 9              | 3                  | 0         |
| Женски | 151    | 10               | 108          | 32             | 1                  | 0         |
| УКУПНО | 314    | 51               | 218          | 41             | 4                  | 0         |

| Пол    | Укупно                    | Пољопривреда, лов и шумарство | Рибарство                            | Вађење руде и камена | Прерађивачка индустрија       |
| ------ | ------------------------- | ----------------------------- | ------------------------------------ | -------------------- | ----------------------------- |
| Мушки  | 136                       | 111                           | 0                                    | 0                    | 15                            |
| Женски | 101                       | 101                           | 0                                    | 0                    | 0                             |
| УКУПНО | 237                       | 212                           | 0                                    | 0                    | 15                            |
| Пол    | Производња и снабдевање   | Грађевинарство                | Трговина                             | Хотели и ресторани   | Саобраћај, складиштење и везе |
| Мушки  | 0                         | 3                             | 3                                    | 0                    | 0                             |
| Женски | 0                         | 0                             | 0                                    | 0                    | 0                             |
| УКУПНО | 0                         | 3                             | 3                                    | 0                    | 0                             |
| Пол    | Финансијско посредовање   | Некретнине                    | Државна управа и одбрана             | Образовање           | Здравствени и социјални рад   |
| Мушки  | 1                         | 0                             | 0                                    | 2                    | 0                             |
| Женски | 0                         | 0                             | 0                                    | 0                    | 0                             |
| УКУПНО | 1                         | 0                             | 0                                    | 2                    | 0                             |
| Пол    | Остале услужне активности | Приватна домаћинства          | Екстериторијалне организације и тела | Непознато            | Непознато                     |
| Мушки  | 0                         | 0                             | 0                                    | 1                    | 1                             |
| Женски | 0                         | 0                             | 0                                    | 0                    | 0                             |
| УКУПНО | 0                         | 0                             | 0                                    | 1                    | 1                             |